# Взрыв в телецентре Би-би-си
Взрыв в телецентре Би-би-си (англ. BBC bombing) прогремел 4 марта 2001 в 00:30 в Лондоне. Боевики Подлинной Ирландской республиканской армии заложили бомбу в автомобиль около телецентра Би-би-си, расположенного на Вуд-Лэйн в Уайт-Сити, в Западном Лондоне. В результате взрыва пострадал один человек.
3 марта 2001 в лондонском районе Эдмонтон было угнано красное такси, куда угонщики заложили бомбу мощностью в 10-12 фунтов (4,5-5,4 кг) в тротиловом эквиваленте. Автомобиль был установлен в нескольких метрах от входа в телецентр Би-би-си в 23:00. Полицейские попытались обезвредить бомбу при помощи управляемого робота, однако попытка обезвреживания привела ко взрыву. Предварительно персонал телецентра удалось эвакуировать: за час до взрыва в полную готовность были приведены персоналы всех лондонских больниц. В результате взрыва пострадал только один работник Лондонского метрополитена, которому осколки стекла попали в глаза. Несмотря на то, что взрыв прогремел уже после полуночи, в некоторых источниках сообщалось, что он прогремел до полуночи (т.е. 3, а не 4 марта). Камеры наблюдения зафиксировали момент взрыва и последствия в виде выбитых стёкол из окон.
Ответственность за взрывы взяла на себя Подлинная ИРА: она же продолжила серию взрывов, устроив теракт в Илинге 3 августа того же года, а 3 ноября предприняла попытку теракта в Бирмингеме. В ноябре по обвинению во всех трёх террористических атаках были арестованы трое человек: Ноэль Магуайр и братья Роберт и Эйден Халм. 8 апреля 2003 в Олд-Бейли состоялось судебное заседание: перед судом предстали также Джеймс Маккормак (графство Лаут, Республика Ирландия) и Джон Ханнан (Ньютаунбатлер, графство Фермана, Республика Ирландия). Братья Халм были осуждены на 20 лет тюрьмы, Магуайр как один из опаснейших соучастников получил 22 года тюрьмы, Маккормак — также 22 года (как главный организатор теракта), а Ханнан, самый молодой из всех (17 лет), был приговорён к 16 годам тюрьмы